# Auguste Jugelet
Jean Marie Auguste Jugelet né à Brest le 25 août 1805 et mort à Rouen le 22 octobre 1874 est un peintre français.

## Biographie
Fils d'un commissaire de la marine, Auguste Jugelet est élève de Théodore Gudin, et comme lui devient peintre de marine. Il débute au Salon de 1831. Depuis lors, il est chargé de reproduire les vues des principaux ports français, et fait de fréquents voyages sur les bâtiments de l'État.
Frederick Rondel fut son élève.
Il est nommé chevalier de la Légion d'honneur le 28 avril 1847.

## Œuvres
- Baie de Dinan, 1831[réf. nécessaire].

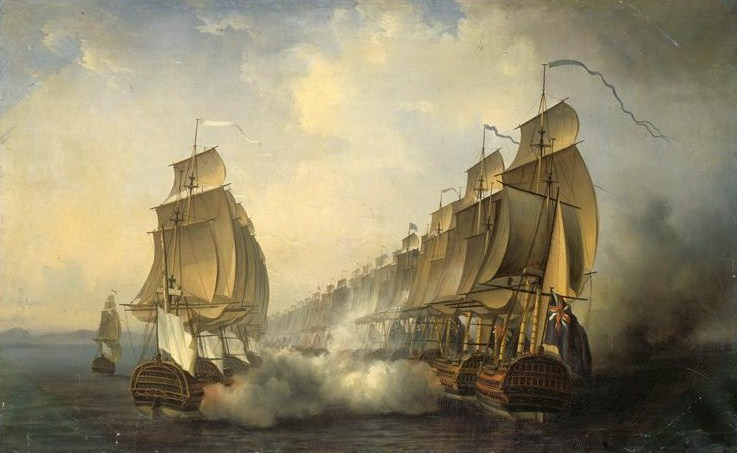
Combat naval en vue de Gandelour, 20 juin 1783 (1836), Versailles, musée de l'Histoire de France.

- Soleil levant en pleine mer, 1831[réf. nécessaire].
- Environs de Brest, 1833[réf. nécessaire].
- Vue de Honfleur, 1835[réf. nécessaire].
- Falaise d'Étretat, 1835[réf. nécessaire].
- Mont Saint-Michel, 1835[réf. nécessaire].
- Port du Conquet, 1836[réf. nécessaire].
- Vera-Cruz, 1840[réf. nécessaire].
- Saint-Jean d'Ulloa, 1840[réf. nécessaire].
- Rade de Toulon, 1840[réf. nécessaire].
- Environs de Dieppe, 1847[réf. nécessaire].
- Vue de Noli, 1847[réf. nécessaire].
- Île du Grand Bé, 1850[réf. nécessaire].
- Port de Gênes, 1850[réf. nécessaire].
- Vue de Cannes, 1852[réf. nécessaire].
- Jetée de Dieppe, 1859[réf. nécessaire].
- Entrée de Portsmouth, 1859[réf. nécessaire].
- Fête des moissons, 1861[réf. nécessaire].
- Naufrage du sloop le “Goole”, 1861[réf. nécessaire].
- Environs de Finale, 1863[réf. nécessaire].
- Marine, 1864[réf. nécessaire].
- Étude d'arbres, 1864[réf. nécessaire].
- Barre du 18 septembre 1864 à Caudebec, 1865[réf. nécessaire].
- Un désert, 1865[réf. nécessaire].
- Tempête sur les côtes de la Manche, 1868[réf. nécessaire].
- Vue de Cannes, 1868[réf. nécessaire].
- Entrée du port de Brest, 1869[réf. nécessaire].
- Environs de Plougastel, 1869[réf. nécessaire].
- Accident survenu à la famille royale dans une promenade au Tréport, vers 1843, Chantilly, musée Condé.
- Combat de l'“Aréthuse” contre la “Belle-Poule”, Versailles, musée de l'Histoire de France.